# Il giustiziere di Roma
Il giustiziere di Roma (Rome's Executioner) è un romanzo storico di Robert Fabbri, ed è il secondo capitolo della saga Il destino dell'imperatore, che ha come protagonista Tito Flavio Vespasiano. Uscito nel 2012, è stato poi pubblicato in Italia l'anno dopo. La trama verte sulla caduta di Seiano. 

## Trama
Anno 30 d. C. 
Vespasiano ha vent'anni, e ha passato gli ultimi quattro anni di guarnigione in Tracia, col grado di tribuno militare. Sta per congedarsi dall'esercito romano e non vede l'ora di tornare a Roma per occuparsi della sua carriera politica e per riabbracciare il suo grande amore, Cenis. In Tracia giunge però, inaspettatamente, suo fratello maggiore Sabino.
Sabino e Vespasiano sono al servizio di Antonia, cognata dell'imperatore Tiberio, che li ha coinvolti in una guerra segreta e spietata contro Seiano, comandante dei Pretoriani e braccio destro di Tiberio. Per smascherare le congiure di Seiano, Antonia ha bisogno di un testimone, un sacerdote trace che anni prima si era reso inconsapevolmente complice di un complotto, e un vecchio nemico di Vespasiano; il sacerdote si chiama Rotece, che già nel primo libro aveva provato a uccidere Remetalce, re di Tracia e vassallo dei romani. I due fratelli, aiutati da Magno (l'inseparabile guardia del corpo di Vespasiano) e da alcuni soldati della guardia reale tracica, devono recarsi in Mesia, catturare il sacerdote e condurlo via mare a Roma. Sarà una missione difficile, che vedrà questo strano "commando" affrontare guerrieri geti, romani avversari e perfino pirati. Dopo molti scontri e molti morti finalmente la nave di Vespasiano giunge ad Ostia.
Tornato nella capitale dell'impero, il ragazzo, nel 31 d. C., viene nominato Triunvirus Capitales, magistrato che sovrintendeva le esecuzioni (da qui il titolo giustiziere / carnefice di Roma), ed è coinvolto in nuove congiure, che mettono in pericolo anche i suoi familiari. Dopo mille peripezie finalmente la missione è compiuta, perché Tiberio si convince della pericolosità di Seiano. A questo punto Vespasiano è testimone della caduta del comandante dei Pretoriani e dei suoi più stretti alleati, ma assiste sconvolto anche al lato più oscuro della politica imperiale, un mondo dove chi perde viene eliminato senza pietà, insieme ai suoi congiunti, e in un mondo tanto spietato, solo Cenis, la donna che Vespasiano ama, gli dà la forza di continuare a lottare.
Il libro è diviso in un prologo, ambientato a Roma nel novembre del 29 d.C., e di sei parti:
1. Filippopoli, Tracia, marzo del 30 d.C.
2. Mesia, aprile del 30 d.C.
3. Mar Egeo, giugno del 30 d.C.
4. Roma, luglio del 30 d.C.
5. Da Cosa a Capri, dicembre del 30 d.C. - marzo del 31 d.C.
6. Roma, ottobre del 31 d.C.

## Personaggi
- Vespasiano: protagonista della serie; prima tribuno, poi magistrato che sovraintende le esecuzioni capitali.
- Sabino: fratello di Vespasiano e suo alleato in molte rischiose missioni.
- Tito: padre dei due protagonisti.
- Vespasia: madre dei due protagonisti.
- Gaio Vespasio Pollone: zio materno dei protagonisti, in quanto fratello di Vespasia. Senatore romano.
- Magno: capo della Fratellanza dei Crocevia e guardia del corpo di Vespasiano, si unirà ai protagonisti nelle loro missioni. Ha anche una relazione con Antonia.
- Corbulone: tribuno romano e amico di Vespasiano. Aristocratico arrogante, in pessimi rapporti con Magno, ma aiuta l'amico nelle sue missioni.
- Cenis: fedele serva di Antonia. Amante di Vespasiano.
- Antonia: la donna più potente (al momento) dell'impero e cognata dell'Imperatore Tiberio. Germanico era suo figlio. Sarà la mente dietro l'operazione volta a smascherare le congiure del prefetto Seiano.
- Pallade: fedele servo di Antonia.
- Tiberio: Imperator di Roma, erede di Augusto. Vespasiano riuscirà a convincerlo a fare di tutto perché Seiano sia condannato a morte.
- Caligola: amico di Vespasiano durante il soggiorno di lui e del suo seguito a Roma, il suo vero nome è Gaio.
- Poppeo: generale e politico romano, egoista, arrogante e molto ambizioso.
- Seiano: malvagio prefetto dei pretoriani. Scoperte le sue congiure viene messo a morte.
- Retemalce: giovane re della Tracia. Sua madre, la regina Trifernia, è parente ed alleata di Antonia.
- Rotece: sacerdote tracio, dal carattere vile e violento, tenterà in tutto e per tutto di prendere il potere in Tracia. Si rivelerà, inconsapevolmente, una preziosa pedina per incastrare il prefetto Seiano. In questo romanzo trova la morte.
- Fausto: personaggio di fantasia. Centurione prima lancia della IV Legione Scitica, è amico ed alleato di Vespasiano. Viene ucciso in battaglia, ma aiuta Vespasiano a catturare il sacerdote trace Rotece.
- Peto: è un centurione alleato di Vespasiano. Muore mentre i due catturano Livia, la maligna figlia di Antonia.

## Edizioni
- Robert Fabbri, Il giustiziere di Roma, traduzione di Giampiero Cara, Newton Compton, 2013,  p. 380, ISBN 978-88-541-8975-1.

- Robert Fabbri, Il giustiziere di Roma, collana Gli Insuperabili, traduzione di Giampiero Cara, tascabile, n. 83, Newton Compton, 23 novembre 2015,  p. 380, ISBN 978-88-541-8975-1.

- Robert Fabbri, Il giustiziere di Roma, traduzione di Giampiero Cara, Newton Compton, 3 febbraio 2022,  p. 384, ISBN 978-88-227-6187-3.